# Чебсара (станция)
Чебсара — железнодорожная станция в посёлке Чёбсара Шекснинского района Вологодской области.

## Характеристика
Станция Чебсара была открыта в 1906 году, на участке железной дороги Вологда — Кошта. Находится на расстоянии 559 км от Москвы, в 531 км от Санкт-Петербурга в 65 км от областного центра Вологды. Станция относится к Вологодскому региону Северной железной дороги.

## Пригородное сообщение
Через станцию Чебсара ежедневно проходит пригородный поезд Череповец — Вологда (1 рейс в сутки ежедневно и 1 рейс по выходным в обе стороны).

## Дальнее сообщение
По состоянию на декабрь 2018 года на станции останавливаются следующие поезда дальнего следования:
| № поезда                         | Маршрут движения                 | № поезда                         | Маршрут движения                 |
| Круглогодичное обращение поездов | Круглогодичное обращение поездов | Круглогодичное обращение поездов | Круглогодичное обращение поездов |
| -------------------------------- | -------------------------------- | -------------------------------- | -------------------------------- |
| 9                                | Архангельск — Санкт-Петербург    | 10                               | Санкт-Петербург — Архангельск    |
| 71 «Демидовский Экспресс»        | Екатеринбург — Санкт-Петербург   | 72 «Демидовский Экспресс»        | Санкт-Петербург — Екатеринбург   |
| 77                               | Воркута — Санкт-Петербург        | 78                               | Санкт-Петербург — Воркута        |
| 97                               | Микунь — Санкт-Петербург         | 98                               | Санкт-Петербург — Микунь         |
| 125 «Шексна»                     | Москва — Череповец               | 126 «Шексна»                     | Череповец — Москва               |
| 617 «Белые ночи»                 | Вологда — Санкт-Петербург        | 618 «Белые ночи»                 | Санкт-Петербург — Вологда        |
| Сезонное обращение поездов       |                                  |                                  |                                  |
| 281                              | Адлер — Череповец                | 282                              | Череповец — Адлер                |
| 283                              | Анапа — Череповец                | 284                              | Череповец — Анапа                |